# Fijn vedergras
Fijn vedergras (Nassella tenuissima), soms ook Mexicaans vedergras genoemd, is een grassoort uit het geslacht Nassella.
De soort wordt veel verkocht en aangeplant als sierplant op plaatsen waar zij van nature niet thuishoort. Doordat zij veelal makkelijk verwilderd is het in grote delen van de wereld een invasieve exoot geworden.

## Ecologie
Fijn vedergras groeit hoofdzakelijk op goed drainerende bodems en kan goed tegen droogte. Een exemplaar produceert duizenden zaden; de zaadverspreiding vindt hoofdzakelijk plaats via wind of door water.

## Verspreiding
Het natuurlijke verspreidingsgebied van fijn vedergras omvat ruwweg de Amerikaanse staten New Mexico, Colorado en Texas, de kustgebieden en eilanden van de Golf van Mexico, het noordoostelijke, zuidwestelijke en centrale deel van Mexico en het noordoostelijke, noordwestelijke en zuidelijke deel van Argentinië.